# 勞特河 (伊茨河支流)

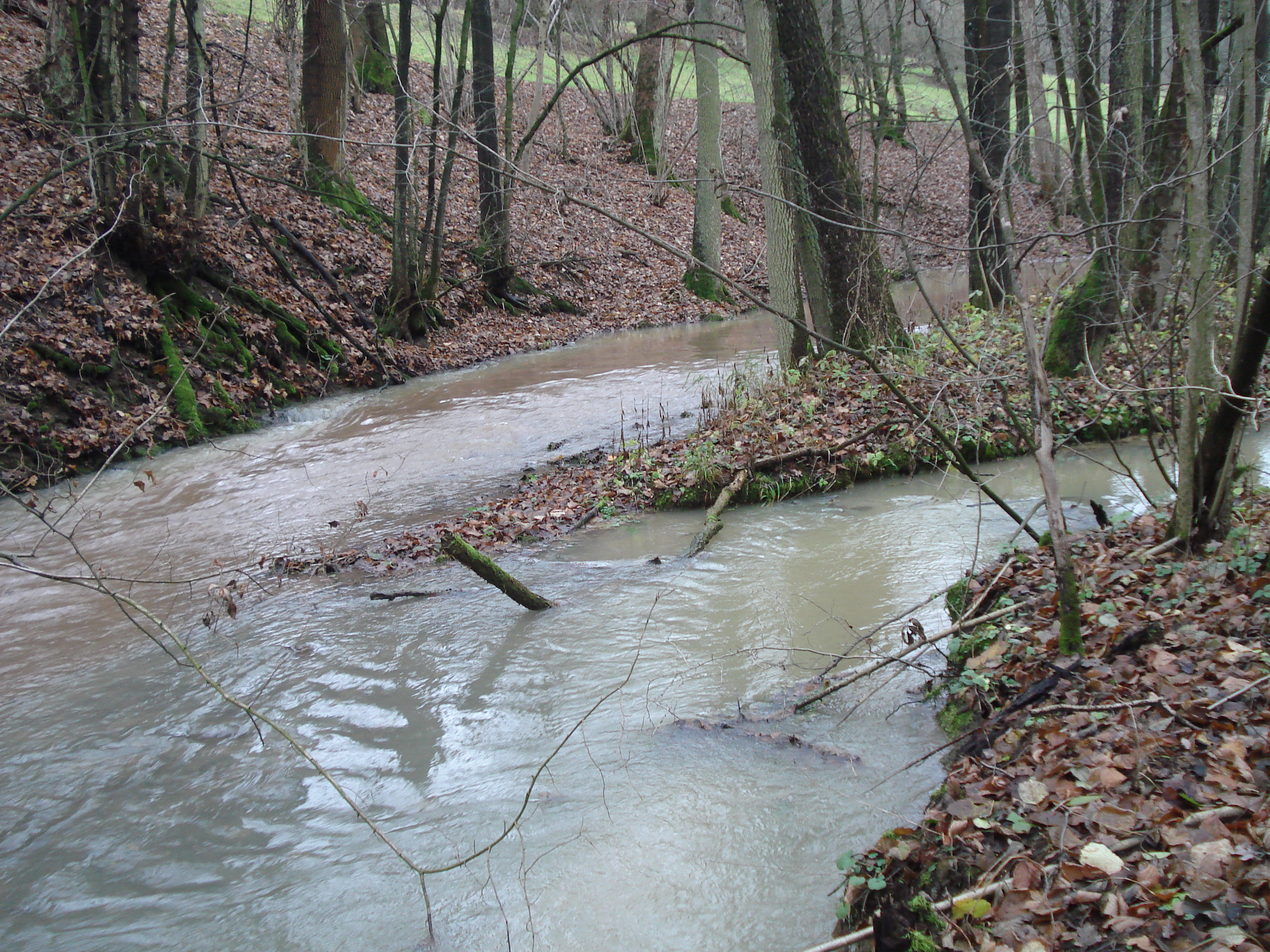

50°15′54.17″N 10°57′50.06″E / 50.2650472°N 10.9639056°E
勞特河（德語：Lauter，發音：[ˈlaʊtɐ] ⓘ）是德國巴伐利亞州的河流，位於該國東南部，屬於伊茨河的右支流，河道全長18.5公里，流域面積102.9平方公里，河口處在科堡。